# Techtle mechtle
Techtle mechtle jsou pletky, pletichy, intriky a machinace. Ve významu pletky se spojení techtle mechtle používá například při (utajovaném) milostném poměru. Jako náhrada slova intriky se používá ve slovním spojení provádět techtle mechtle proti někomu, dělat techtle mechtle s něčím. 
V Etymologickém slovníku jazyka českého Václava Machka (první vydání 1952) se uvádí, že spojení techtle mechtle pochází z jazyka jidiš a „že druhé slovo je jen retnicovou ozvěnou slova druhého“. To však dnešní etymologové nepovažují za správné, neboť jazyk jidiš dost možná převzal spojení již ze středověké němčiny, stejně jako čeština. „Říkají, že jeho česká podoba je z německého Techtelmechtel, které vzniklo z italského středověkého teco meco, které mělo význam mezi čtyřma očima. Italské spojení pak je z latinských slov tecum, s tebou, a mecum, se mnou.“